# Stazione di Casa Voyageurs
Casa Voyageurs è la stazione ferroviaria principale della città di Casablanca, in Marocco.
La stazione venne realizzata durante il protettorato francese e aperta all'esercizio nel 1923; in seguito al potenziamento della rete ferroviaria è stata ricostruita nel 2019.
È un importante nodo di interscambio della rete ferroviaria marocchina nel quale si connettono numerose linee ferroviarie. Fa parte del servizio ferroviario integrato di Casablanca "Al Bidaoui" che raggiunge l'aeroporto.

## La nuova stazione

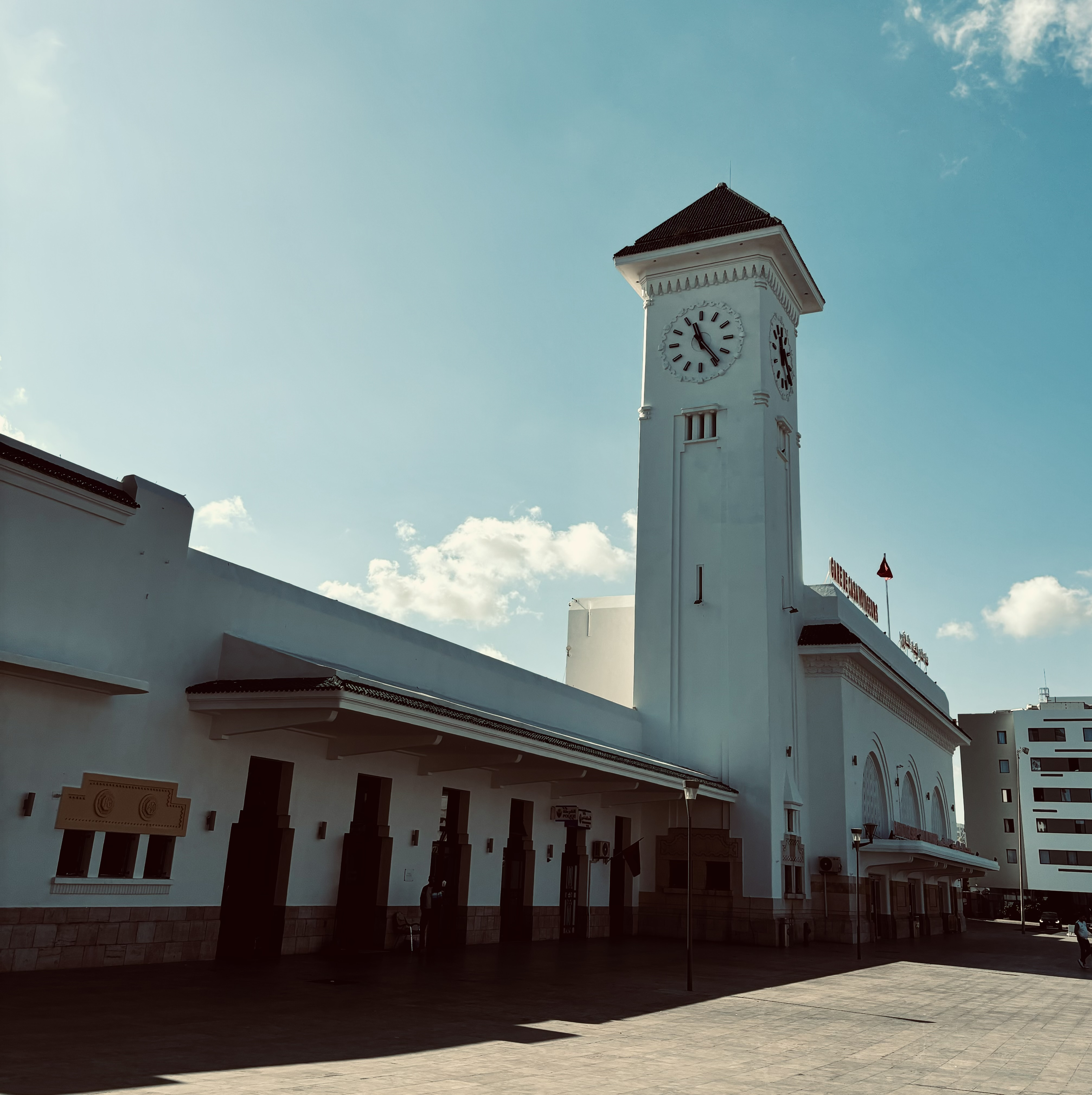
Prospetto esterno della stazione

Nel 2012 l'Office National des Chemins de Fer du Maroc (ONCF) bandì un concorso internazionale per la progettazione della nuova stazione "Casa Voyageurs" di Casablanca per la linea ad alta velocità. Questo concorso faceva parte di un'iniziativa più ampia che prevedeva la realizzazione di quattro nuove stazioni TGV, a Casablanca, Rabat-Agdal, Kenitra e Tangeri, oltre alla ristrutturazione della stazione di Meknès.
Lo studio romano ABDR (Architetti Associati: Maria Laura Arlotti, Michele Beccu, Paolo Desideri, Filippo Raimondo), in collaborazione con Italferr, Favero & Milan Ingegneria e l'architetto marocchino Yassir Khalil, si  aggiudicò il primo premio per il progetto della nuova stazione di Casablanca. Il progetto consiste di una struttura "a ponte" sospesa a 19 metri sopra i binari, con una superficie coperta di 14.000 m², collegata all'edificio storico esistente e integrata con il nuovo tram urbano. Questa configurazione ha migliorato la funzionalità della stazione, fungendo anche da elemento di connessione tra due quartieri precedentemente separati dalla ferrovia e contribuendo alla riqualificazione urbana dell'area. La stazione è caratterizzata da una struttura di copertura rivestita da rivestimenti appositamente studiati e messi in produzione per l’occasione con ditte italo-marocchine che si ispirano alla musciarabia araba.
La nuova stazione Casa Voyageurs, inaugurata nel 2019, rappresenta un esempio significativo di come l'architettura contemporanea possa dialogare con il contesto storico e urbano, offrendo soluzioni innovative per le esigenze di mobilità e sviluppo urbano sostenibile.

## Interscambi ferroviari
- per Marrakech in direzione sud,
- per Tangeri-Ville via Rabat in direzione nord,
- per l'est, via Rabat, Meknès, Fes, Taourirt e Oujda o Nador
- navette per l'aeroporto Internazionale Mohammed V
- servizi locali per la stazione Casa-Port